# 松山晋也
松山 晋也（まつやま しんや、2000年6月23日 - ）は、青森県上北郡天間林村（現：七戸町）出身のプロ野球選手（投手）。右投右打。中日ドラゴンズ所属。

## 経歴

### プロ入り前
七戸町立天間西小学校2年時に天間西ジャイアンツで野球を始め、七戸町立天間舘中学校では軟式野球部に所属していた。
八戸学院野辺地西高等学校では、3年時夏の青森県大会2回戦で堀田賢慎擁する青森山田高等学校に対し、3回途中3失点で降板するなど目立った活躍はなく、甲子園出場歴もない。2学年上に中道佑哉がいる。
八戸学院大学ではリーグ戦デビューが3年時秋と遅く、4年時春もリリーフで4試合に登板したのみだったが、4年時秋の対岩手大学2戦目ではリリーフ登板し6回2/3を投げて11奪三振を記録するなど、ドラフト会議直前に頭角を表した。最終的にリーグ通算13試合に登板し、2勝を挙げた。2学年上に、高校が同じであった中道のほか大道温貴と武岡大聖がいる。
2022年のプロ野球ドラフト会議では、中日ドラゴンズから育成1位指名を受け、11月18日に支度金300万円、年俸300万円で仮契約を結んだ。背番号は211。

### 中日時代
2023年はウエスタン・リーグで21試合に登板し、0勝1敗10セーブ、防御率3.26の結果を残して、6月5日に支配下登録された。背番号は90。年俸は推定420万円となった。翌6日に一軍に上がり、6月17日の北海道日本ハムファイターズ戦（バンテリンドーム ナゴヤ）で初登板。野村佑希、石井一成、アリスメンディ・アルカンタラの3人と対戦し、3人とも三振に打ち取った。9試合の登板で、10回を投げ、3ホールド、防御率1.80、14奪三振の好成績を挙げていたが、7月9日の試合後のトレーニングで腰の違和感を訴え、翌10日に登録を抹消された。同月26日に二軍公式戦で実戦に復帰し、29日に一軍に復帰した。8月には勝ちパターンとして主に8回での登板を任されるようになり、9月18日に失点を喫するまで19試合連続無失点と安定感のある投球を見せた。20日にはプロ初セーブのかかるイニングまたぎの起用がされたが、決勝打を打たれてしまい、プロ初敗戦を喫した。最終的に36試合の登板で防御率を1点台前半にとどめ、17ホールドを挙げる活躍で、11月8日の契約更改交渉では1330万円増となる推定年俸1750万円でサインした。
2024年は開幕から一軍に帯同。3月29日の東京ヤクルトスワローズとの開幕戦では一つのアウトも取れず4失点、翌日の同カードでも2/3回を投げ1失点を喫したが、4月以降は安定した投球で15試合連続無失点。6月2日のオリックス・バファローズ戦から8月7日の横浜DeNAベイスターズ戦にかけても21試合連続無失点を記録し、8月7日の試合で浅尾拓也に次ぐプロ野球歴代2位記録となる21試合連続ホールドを達成。バンテリンドーム ナゴヤでは27試合に登板し、無失点でシーズンを完走した。最終的には59試合で2勝3敗41ホールド、防御率1.33を記録し、桐敷拓馬とともに最優秀中継ぎ投手のタイトルを獲得した。オフには3250万円増となる推定年俸5000万円で契約を更改し、クローザー奪取への意欲を話した。
2025年、前年までクローザーであったライデル・マルティネスの読売ジャイアンツへの移籍に伴ってクローザーに指名されると、3月29日のDeNA戦（横浜スタジアム）にてプロ初セーブを記録した。4月26日のヤクルト戦（バンテリンドーム ナゴヤ）で投球イニングが通算100回に到達したが、一軍初登板からの連続被本塁打0を継続しており、これは宅和本司以来71年ぶり、2リーグ制後で史上2人目となる快挙である。5月13日、東京ヤクルトスワローズ戦（豊橋市民球場）で9回に登板したが、二死から北村拓己にプロ初登板から111試合目で初めて本塁打を打たれた。7月3日までにチームが32勝を挙げている中で、両リーグトップの28セーブを挙げ、セーブ機会での成功率100%を誇っていたが、上肢のコンディショニング不良のため、7月4日に登録を抹消された。同年のオールスターゲームには抑え投手部門のファン投票で初選出されていたが、出場を辞退し、NPBは辞退理由の負傷を右尺骨肘頭疲労骨折と発表した。

## 選手としての特徴・人物
188cmの長身右腕で、球速が常時150km/hを超えるストレートとフォークボールを軸に投げる。2023年オフの自主トレでは、平野佳寿に教えを乞いてフォークの握りを伝授してもらった。また、2024年シーズンでの神宮球場での防御率が12.60という数字に終わったことから、カットボールとツーシームの習得にも励んでいる。最高球速は2025年5月7日にバンテリンドーム ナゴヤで計測した157km/h。真中満は松山について「ストレートのスピードと角度のあるフォークですよね。バッターからすると打ちにくいんでしょうね。上から投げ下ろす感じなので、フォークボールはさらに角度を感じると思うんですよね」と評価した。
憧れの選手は黒田博樹で、対戦したい選手は八戸学院大学の先輩である秋山翔吾。その秋山とは、2023年7月9日の対広島東洋カープ戦（バンテリンドーム ナゴヤ）で初対戦が実現し、3球目のフォークボールで空振り三振を奪った。

## 詳細情報

### 年度別投手成績
| 年 度     | 球 団     | 登 板 | 先 発 | 完 投 | 完 封 | 無 四 球 | 勝 利 | 敗 戦 | セ 丨 ブ | ホ 丨 ル ド | 勝 率 | 打 者 | 投 球 回 | 被 安 打 | 被 本 塁 打 | 与 四 球 | 敬 遠 | 与 死 球 | 奪 三 振 | 暴 投 | ボ 丨 ク | 失 点 | 自 責 点 | 防 御 率 | W H I P |
| --------- | --------- | ----- | ----- | ----- | ----- | -------- | ----- | ----- | -------- | ----------- | ----- | ----- | -------- | -------- | ----------- | -------- | ----- | -------- | -------- | ----- | -------- | ----- | -------- | -------- | ------- |
| 2023      | 中日      | 36    | 0     | 0     | 0     | 0        | 1     | 1     | 0        | 17          | .500  | 146   | 35.1     | 23       | 0           | 14       | 1     | 6        | 50       | 4     | 0        | 6     | 5        | 1.27     | 1.05    |
| 2024      | 中日      | 59    | 0     | 0     | 0     | 0        | 2     | 3     | 0        | 41          | .400  | 214   | 54.1     | 38       | 0           | 17       | 5     | 3        | 57       | 2     | 0        | 9     | 8        | 1.33     | 1.01    |
| 通算：2年 | 通算：2年 | 95    | 0     | 0     | 0     | 0        | 3     | 4     | 0        | 58          | .500  | 360   | 89.2     | 61       | 0           | 31       | 6     | 9        | 107      | 6     | 0        | 15    | 13       | 1.31     | 1.03    |

- 2024年度シーズン終了時
- 各年度の太字はリーグ最高

### 年度別守備成績
| 年 度 | 球 団 | 投手  | 投手  | 投手  | 投手  | 投手  | 投手     |
| 年 度 | 球 団 | 試 合 | 刺 殺 | 補 殺 | 失 策 | 併 殺 | 守 備 率 |
| ----- | ----- | ----- | ----- | ----- | ----- | ----- | -------- |
| 2023  | 中日  | 36    | 1     | 5     | 1     | 0     | .857     |
| 2024  | 中日  | 59    | 5     | 4     | 0     | 0     | 1.000    |
| 通算  | 通算  | 95    | 6     | 9     | 1     | 0     | .938     |

- 2024年度シーズン終了時

### タイトル
- 最優秀中継ぎ投手：1回（2024年）

### 記録
初記録
投手記録
- 初登板：2023年6月17日、対北海道日本ハムファイターズ2回戦（バンテリンドーム ナゴヤ）、9回表に5番手で救援登板・完了、1回無失点[3][38]
- 初奪三振：同上、9回表に野村佑希から見逃し三振[3]
- 初ホールド：2023年6月24日、対東京ヤクルトスワローズ10回戦（バンテリンドーム　ナゴヤ）、5回表に2番手で救援登板、1回無失点
- 初勝利：2023年9月30日、対読売ジャイアンツ24回戦（東京ドーム）、8回裏に4番手で救援登板、1回無失点
- 初セーブ：2025年3月29日、対横浜DeNAベイスターズ2回戦（横浜スタジアム）、9回裏に3番手で救援登板・完了、1回無失点[39]

打撃記録
- 初打席：2023年9月20日、対東京ヤクルトスワローズ24回戦（明治神宮野球場）、9回表に田口麗斗から一ゴロ

その他の記録
- 初登板から421打者連続無被本塁打 ※ドラフト制後NPB記録
- 初登板から110試合連続無被本塁打[40]
- 初登板から105回連続無被本塁打 ※ドラフト制後NPB記録
- 初登板から100回以上連続無被本塁打 ※2リーグ制後宅和本司以来NPB史上2人目[27]
- チーム51試合目で20セーブ到達：2025年6月1日、対読売ジャイアンツ11回戦（バンテリンドーム ナゴヤ）、9回表に3番手で救援登板・完了、1回無失点※史上最速タイ[40]
- オールスターゲーム出場：1回（2024年）

### 背番号
- 211（2023年[8][9] - 同年6月4日）
- 90（2023年6月5日[11] - ）